# Die Höhle der Löwen/Staffel 12
Die zwölfte Staffel der Unterhaltungsshow Die Höhle der Löwen wurde vom 29. August bis zum 17. Oktober 2022 vom deutschen Free-TV-Sender VOX ausgestrahlt. Die Moderation wurde wieder von Ermias Habtu übernommen. Als „Löwen“ sind Carsten Maschmeyer, Judith Williams, Dagmar Wöhrl, Nils Glagau und Nico Rosberg dabei. Ralf Dümmel und Georg Kofler sind seit dieser Staffel als gemeinsame Investoren zu sehen, nachdem Dümmel seine Firma im Oktober 2021 an Kofler verkauft hatte.

## Gastlöwen
In der zwölften Staffel war Diana zur Löwen als Gastlöwin zu sehen.

## Episoden
| Nr. (ges.) | Nr. (St.) | Teilnehmer                                                              | Premiere D    | Zuschauer |
| ---------- | --------- | ----------------------------------------------------------------------- | ------------- | --------- |
| 110        | 1         | Pagopace ✓, Mamas Falafelteig ×, Lemonist ✓, Without Me ×, BeeSafe ✓    | 29. Aug. 2022 | 1,67 Mio. |
| 111        | 2         | Nippli ✓, Hopper ×, Socklaender ✓, GinGillard ✓, CLR Outdoor ×          | 5. Sep. 2022  | 1,92 Mio. |
| 112        | 3         | NextFolder ✓, Trivida ○, Mango Mates ×, Mémoire ✓, Kitty Flap ×         | 12. Sep. 2022 | 1,96 Mio. |
| 113        | 4         | flasher ✓, Natural Goodies ×, GURU Granola ✓, hyrise ○, EasyMirror ×    | 19. Sep. 2022 | 1,72 Mio. |
| 114        | 5         | Meminto Stories ×, Gatepress ×, Blattgold ✓, GetMoBie ×, Clever Cakes ✓ | 26. Sep. 2022 | 1,65 Mio. |
| 115        | 6         | Silkslide Pro ✓, ichó ×, Memobild ×, Campus Held ○, Catrub ✓            | 3. Okt. 2022  | 1,73 Mio. |
| 116        | 7         | TRIGGid ✓, enteron/aquonic ○, BrunchBag ×, Taste Like ✓, OPLE Props ×   | 10. Okt. 2022 | 1,52 Mio. |
| 117        | 8         | Lazy Camping ○, Standsome ×, HistaFit ✓, Klettpack ×, Womatics ○        | 17. Okt. 2022 | 1,68 Mio. |

## Gründer und Unternehmen
Die erste Spalte mit der Überschrift # entspricht der Episodennummer der Staffel und der Reihenfolge des Auftritts in der Sendung. Bei der angegebenen Bewertung handelt es sich jeweils um die sogenannte Pre-Money-Bewertung, diese stellt die Bewertung eines Unternehmens vor einer Finanzierungsrunde dar.
| #   | Name                                                                  | Gründer                                                                  | Bewertung   | Kapitalbedarf | Anteile | Investment                | Investor                                       |
| --- | --------------------------------------------------------------------- | ------------------------------------------------------------------------ | ----------- | ------------- | ------- | ------------------------- | ---------------------------------------------- |
| 1.1 | Pagopace Fingerring mit Bezahlfunktion                                | Lukas Schmitz, Steffen Kirilmaz, Bernhard Wernberger                     | 1.800.000 € | 200.000 €     | 10 %    | 200.000 € für 15 % 1.1    | Carsten Maschmeyer                             |
| 1.2 | Mamas Falafelteig Falafelteig                                         | Amjad Abu-Hamid                                                          | 289.000 €   | 51.000 €      | 15 %    | nein                      | nein                                           |
| 1.3 | Lemonist Obst- und Gemüsereiniger gegen Pestizide                     | Kathrin Alfen, Felix Strohmaier                                          | 283.333 €   | 50.000 €      | 15 %    | 50.000 € für 25 %         | Georg Kofler/Ralf Dümmel                       |
| 1.4 | Without Me Nachfüllautomat für Pflegeprodukte                         | Steffanie Rainer                                                         | 566.666 €   | 100.000 €     | 15 %    | nein                      | nein                                           |
| 1.5 | BeeSafe Multifunktionale Fahrrad-Gepäckbox                            | Aaron Holzhäuer                                                          | 432.689 €   | 145.000 €     | 25,1 %  | 145.000 € für 30 %        | Georg Kofler/Ralf Dümmel, Carsten Maschmeyer   |
| 2.1 | Nippli Brustwarzenabdeckung                                           | Miriam Weilmünster                                                       | 360.000 €   | 90.000 €      | 20 %    | 200.000 € für 20 %        | Carsten Maschmeyer                             |
| 2.2 | Hopper Elektrifizierter Kabinenroller                                 | Martin Halama                                                            | 7.333.333 € | 1.000.000 €   | 12 %    | nein                      | nein                                           |
| 2.3 | Socklaender Funktions-Socken mit doppeltem Schaft                     | Tobias Ross, Nadim Ledschbor                                             | 240.000 €   | 60.000 €      | 20 %    | 60.000 € für 25 %         | Georg Kofler/Ralf Dümmel                       |
| 2.4 | GinGillard 2.4 Gin-haltige Spirituose mit Zitronengeschmack           | Damian Breu, Dominik Nimar, Fabio del Tuf                                | 850.000 €   | 150.000 €     | 15 %    | 150.000 € für 30 %        | Nils Glagau                                    |
| 2.5 | CLR Outdoor Faltkajak mit Rucksacksystem                              | Constanze Lenau, Daniel Schult                                           | 1.800.000 € | 200.000 €     | 10 %    | nein                      | nein                                           |
| 3.1 | NextFolder Flexibler Ringhefter                                       | Johannes Baumgardt, Valentin Steudte                                     | 186.666 €   | 80.000 €      | 30 %    | 80.000 € für 30 %         | Georg Kofler/Ralf Dümmel                       |
| 3.2 | Trivida Teilbares Rollstuhlrad                                        | Christine und Wolf-Dietrich Pflaumbaum, Christian Czapek 3.2a            | 9.000.000 € | 1.000.000 €   | 10 %    | 1.000.000 € für 20 % 3.2b | Nico Rosberg, Dagmar Wöhrl, Carsten Maschmeyer |
| 3.3 | Mango Mates Spaghetti aus Mango                                       | Dayan Estrada, Marcel Martin                                             | 566.666 €   | 100.000 €     | 15 %    | nein                      | nein                                           |
| 3.4 | Mémoire Muttermilchpulver für Kosmetikprodukte                        | Levke und Björn Lorenzen                                                 | 180.000 €   | 60.000 €      | 25 %    | 60.000 € für 30 %         | Nils Glagau                                    |
| 3.5 | Kitty Flap Katzenklappe mit Beuteerkennung                            | Jean Paul Kölbl                                                          | 1.350.000 € | 150.000 €     | 10 %    | nein                      | nein                                           |
| 4.1 | flasher Leucht-Armbänder für den Straßenverkehr                       | Alexander Rech, Ines Wöckl                                               | 1.350.000 € | 150.000 €     | 10 %    | 150.000 € für 20 %        | Georg Kofler/Ralf Dümmel, Carsten Maschmayer   |
| 4.2 | Natural Goodie Snack-Produkte für Hund und Mensch                     | Moritz Röschl                                                            | 400.000 €   | 100.000 €     | 20 %    | nein                      | nein                                           |
| 4.3 | GURU Granola Ayurvedisches Knuspermüsli                               | Lara Schäffer                                                            | 510.000 €   | 90.000 €      | 15 %    | 120.000 € für 20 %        | Nils Glagau                                    |
| 4.4 | hyrise Weiterbildungsplattform für Quereinsteiger im Vertriebsbereich | Dominic Blank, Michael Land, Álvaro Rojas                                | 4.500.000 € | 500.000 €     | 10 %    | 750.000 € für 20 % 4.4    | Carsten Maschmeyer, Judith Williams            |
| 4.5 | EasyMirror Glasfreie Spiegelplatten                                   | Oliver und Simon Rödder                                                  | 1.020.000 € | 180.000 €     | 15 %    | nein                      | nein                                           |
| 5.1 | Meminto Stories Personalisierte Erinnerungsbücher                     | Albert Brückmann                                                         | 1.416.666 € | 250.000 €     | 15 %    | nein                      | nein                                           |
| 5.2 | Gatepress Beckenboden-Trainingsgerät                                  | Robin Städler                                                            | 1.350.000 € | 150.000 €     | 10 %    | nein                      | nein                                           |
| 5.3 | Blattgold Düngertücher                                                | Sabine Wirz-Springe                                                      | 200.000 €   | 50.000 €      | 20 %    | 50.000 € für 20 %         | Georg Kofler/Ralf Dümmel                       |
| 5.4 | GetMoBie Finanz-App für Kinder und junge Erwachsene                   | Benjamin Schlieberer, Moritz Beier                                       | 2.700.000 € | 300.000 €     | 10 %    | nein                      | nein                                           |
| 5.5 | Clever Cakes Vorgefertigtes Fondant                                   | Elina Hoffmann                                                           | 200.000 €   | 50.000 €      | 20 %    | 50.000 € für 20 %         | Georg Kofler/Ralf Dümmel                       |
| 6.1 | Silkslide Pro Nasennassrasierer                                       | Alexander Weese                                                          | 1.000.000 € | 250.000 €     | 20 %    | 250.000 € für 20 %        | Georg Kofler/Ralf Dümmel                       |
| 6.2 | ichó Therapieball für Demenzkranke                                    | Mario Kascholke, Alkje Stuhlmann, Steffen Preuß, Eleftherios Efthimiadis | 8.500.000 € | 1.500.000 €   | 15 %    | nein                      | nein                                           |
| 6.3 | Memobild Personalisiertes Poster mit Ton                              | Hakan und Melike Zirek                                                   | 425.000 €   | 75.000 €      | 15 %    | nein                      | nein                                           |
| 6.4 | Campus Held Socia-Media- und Rabatt-App für Studierende               | Chuong Nguyen, Genia Lewitzki                                            | 3.400.000 € | 600.000 €     | 15 %    | 600.000 € für 25,1 % 6.4  | Carsten Maschmeyer, Dagmar Wöhrl               |
| 6.5 | Catrub Modulare Katzenmöbel                                           | Patrick und Karl-Josef Weifels                                           | 5.666.666 € | 100.000 €     | 15 %    | 100.000 € für 25 %        | Georg Kofler/Ralf Dümmel                       |
| 7.1 | TRIGGid 7.1 Triggerknopf für Triggerpunkttherapie                     | Lars Mayer, Jan Winter, Bastian Hehner                                   | 1.080.000 € | 120.000 €     | 10 %    | 120.000 € für 23 %        | Carsten Maschmeyer, Georg Kofler/Ralf Dümmel   |
| 7.2 | enteron/aquonic Brauchwasser- und Abwasserreinigung für Boote         | Tom Logisch                                                              | 450.000 €   | 150.000 €     | 25 %    | 150.000 € für 25,01 % 6.4 | Nico Rosberg                                   |
| 7.3 | BrunchBag Kühltasche in Handtaschenoptik                              | Sabrina Döbler                                                           | 700.000 €   | 30.000 €      | 30 %    | nein                      | nein                                           |
| 7.4 | Taste Like Vegane Feinkostsalate                                      | Alexander und Martina Kühn                                               | 400.000 €   | 100.000 €     | 20 %    | 100.000 € für 30 %        | Dagmar Wöhrl                                   |
| 7.5 | OPLE Props Belüftungssysteme für Masken und Helme                     | Marc Opletal                                                             | 900.000 €   | 100.000 €     | 10 %    | nein                      | nein                                           |
| 8.1 | Lazy Camping Camping-Produkte                                         | Christopher und Jill Vinkmann, Alex Bocks                                | 1.133.333 € | 200.000 €     | 15 %    | 200.000 € für 25 % 8.1    | Georg Kofler/Ralf Dümmel                       |
| 8.2 | Standsome Höhenverstellbarer Schreibtischaufsatz                      | Leonard Beck, Johanna Dicks, Dennis Albert                               | 2.266.666 € | 400.000 €     | 15 %    | nein                      | nein                                           |
| 8.3 | HistaFit Histaminarme Lebensmittel                                    | Ana Hansel, Melina Neumann                                               | 906.666 €   | 160.000 €     | 15 %    | 160.000 € für 20 %        | Nils Glagau, Georg Kofler/Ralf Dümmel          |
| 8.2 | Klettpack Tragesystem mit variablen Klettgurten                       | Sascha Wehle, Immanuel Gloeser                                           | 140.000 €   | 60.000 €      | 30 %    | nein                      | nein                                           |
| 8.5 | Womatics Produkte und Hilfsmittel für stillende Mutter                | Thea Broszio                                                             | 265.000 €   | 65.000 €      | 15 %    | 65.000 € für 20 % 8.5     | Judith Williams                                |

## Einschaltquoten
| Folge | Datum         | Zuschauer        | Zuschauer     | Marktanteil      | Marktanteil   | Quelle |
| Folge | Datum         | Durchschnittlich | 14 – 49 Jahre | Durchschnittlich | 14 – 49 Jahre | Quelle |
| ----- | ------------- | ---------------- | ------------- | ---------------- | ------------- | ------ |
| 1     | 29. Aug. 2022 | 1,67 Mio.        | 0,79 Mio.     | 7,0 %            | 14,5 %        | [ 10 ] |
| 2     | 5. Sep. 2022  | 1,92 Mio.        | 0,88 Mio.     | 8,1 %            | 16,4 %        | [ 11 ] |
| 3     | 12. Sep. 2022 | 1,96 Mio.        | 0,86 Mio.     | 8,1 %            | 15,1 %        | [ 12 ] |
| 4     | 19. Sep. 2022 | 1,72 Mio.        | 0,74 Mio.     | 7,2 %            | 12,9 %        | [ 13 ] |
| 5     | 26. Sep. 2022 | 1,65 Mio.        | 0,76 Mio.     | 6,5 %            | 12,5 %        | [ 14 ] |
| 6     | 3. Okt. 2022  | 1,73 Mio.        | 0,84 Mio.     | 6,4 %            | 12,5 %        | [ 15 ] |
| 7     | 10. Okt. 2022 | 1,52 Mio.        | –             | 6,1 %            | 11,4 %        | [ 16 ] |
| 8     | 17. Okt. 2022 | 1,68 Mio.        | 0,80 Mio.     | 6,9 %            | 13,6 %        | [ 17 ] |